# Arebius tridens
Arebius tridens är en mångfotingart som beskrevs av Chamberlin 1941. Arebius tridens ingår i släktet Arebius och familjen stenkrypare. Inga underarter finns listade i Catalogue of Life.